# Croton trombetensis
Croton trombetensis là một loài thực vật có hoa trong họ Đại kích. Loài này được Secco, P.E.Berry & N.A.Rosa mô tả khoa học đầu tiên năm 2001.